# Shorin-ryu Matsumura Seito
Shorin-ryu Matsumura Seito (em japonês:  少林流 松村 正統, Shorin-ryū Matsumura Seito), ou linhagem ortodoxa, é a escola de caratê, do estilo Shorin-ryu, que pretende conservar uma linhagem de mestres começada com Kanga Sakugawa.

## História
O mestre Sokon Matsumura tornou-se reconhecido experto em artes marciais, o que, dentre outros fatores, o levou a fazer parte do séquito mais rente a el-Rei de Oquinaua, Sho Ko. Durante a vida, mestre Matsumura desenvolveu o seu estilo próprio de luta, bem como teve alguns alunos, o mais célebre deles, Anko Itosu — responsável pela inserção do caratê no currículo escolar em Oquinaua.
A despeito de Anko Itoso ser o mais velho e também reconhecido por suas habilidades, ele não se manteve fiel à exata compleição do caratê de seu mestre, mas promoveu mudanças para simplificar algumas técnicas e incorporou outras. Deste modo, posto que herdeiro de Matsumura, não assumiu a liderança da linhagem, o que coube ao neto do mestre, Nab Matsumura. Reconhecidamente, o único estudante de Nabi Matsumura foi seu sobrinho, Hohan Soken.
| Kanga Sakugawa 1733 — 1815              |  |
|                                         |  |
| Sokon Matsumura 1809 — 1900             |  |
|                                         |  |
| Nabi Matsumura 1860 — 1930              |  |
|                                         |  |
| Hohan Soken 25/05/1889 — 30/11/1982     |  |
|                                         |  |
| Kosei Nishihira 10/06/1942 — 14/05/2007 |  |